# Pia Borgen
Pia Borgen (16 maggio 1981) è un'ex sciatrice alpina norvegese.

## Biografia
Attiva in gare FIS dal gennaio del 1998, la Borgen esordì in Coppa Europa il 13 dicembre 2000 a Chamonix in slalom gigante (35ª); in Coppa del Mondo disputò 9 gare, tutte slalom giganti (il primo il 27 ottobre 2001 a Sölden, l'ultimo il 4 gennaio 2003 a Bormio), senza portarne a termine nessuna. Si ritirò al termine della stagione 2004-2005 e la sua ultima gara fu lo slalom gigante dei Campionati norvegesi 2005, disputato il 18 marzo a Oppdal e non completato dalla Borgen; in carriera non prese parte a rassegne olimpiche o iridate.

## Palmarès

### Coppa Europa
- Miglior piazzamento in classifica generale: 52ª nel 2002

### Campionati norvegesi
- 1 medaglia:
  - 1 bronzo (supergigante nel 2003)